# Lipová (Přerovi járás)
Lipová település Csehországban, Přerovi járásban. Lipová Prusinovice, Bystřice pod Hostýnem, Blazice, Křtomil, Radkovy és Dřevohostice településekkel határos. Lakosainak száma 270 fő (2024. január 1.).

## Népesség
A település lakosságának változását az alábbi diagram mutatja:
| Lakosok száma | 376  | 434  | 483  | 414  | 313  | 248  | 279  | 272  | 280  | 270  |
|               | 1869 | 1890 | 1921 | 1950 | 1980 | 2001 | 2017 | 2019 | 2022 | 2024 |